# Потяг життя
«Поїзд життя» — комедійна стрічка з елементами драми Раду Міхайляну, яка отримала Приз ФІПРЕССІ на Венеційському кінофестивалі.

## Сюжет
У 1941 році єврейська громада одного із містечок Румунії, почувши про наближення фашистів, вирішують інсценувати власну депортацію до Палестини. Вони купують потяг, вчать німецьку, змінюють зовнішній вигляд. Командуючим потяга призначають продавця дров Мордекая. Одягнушись як німці, отримавши підробні документи, вони вирушають у далекий край. 
У дорозі вони стикаються з власними сумнівами, страхом. Просуваючись до кордонів Росії вони товаришують з циганами. У Радянському Союзі шляхи громади розійшлися: одні залишилися, інші вирушили до Палестини і Америки.

## У ролях
| Актор                | Персонаж |
| -------------------- | -------- |
| Ліонель Абеланскі    | Шломо    |
| Руфюс                | Мордехай |
| Агат де Ла Фонтейн   | Естер    |
| Мішель Мюллер        | Йоссі    |
| Клеман Арари         | Рабин    |
| Йохан Лейзен         | Шмехт    |
| Бруно Абрахам-Кремер | Янекеле  |
| Гад Ельмалех         | Манзату  |

## Створення фільму

### Виробництво
Зйомки фільму проходили в Румунії.

### Знімальна група
- Кінорежисер — Раду Міхайляну
- Сценарист — Раду Міхайляну
- Кінопродюсери —Марк Баше, Люді Бекен, Фредерік Дюма-Зайдела, Ерік Дюссар, Чедомір Колар
- Кінооператори — Йоргос Арванітіс, Лоран Дайян
- Кіномонтаж — Монік Русселінк
- Художник-постановник — Крістіан Нікулеску
- Композитор — Горан Брегович
- Художники по костюмах — Віоріка Петровичи[2].

## Сприйняття

### Критика
Фільм отримав позитивні відгуки. На сайті Rotten Tomatoes оцінка фільму становить 64 % на основі 22 відгуків від критиків (середня оцінка 5,9/10) і 93 % від глядачів із середньою оцінкою 4,2/5 (3 481 голос). Фільму зарахований «стиглий помідор» від кінокритиків та «попкорн» від глядачів, Internet Movie Database — 7,7/10 (7 592 голос), Metacritic — 62/100 (15 відгуків критиків) і 8,1/10 від глядачів (12 голосів).

### Номінації та нагороди
| Нагороди та номінації фільму «Потяг життя» | Нагороди та номінації фільму «Потяг життя»                          | Нагороди та номінації фільму «Потяг життя» | Нагороди та номінації фільму «Потяг життя» | Нагороди та номінації фільму «Потяг життя» | Нагороди та номінації фільму «Потяг життя» |
| Рік                                        | Кінофестиваль/кінопремія                                            | Категорія/нагорода                         | Номінант                                   | Результат                                  |                                            |
| ------------------------------------------ | ------------------------------------------------------------------- | ------------------------------------------ | ------------------------------------------ | ------------------------------------------ | ------------------------------------------ |
| 1998                                       | Кінофестиваль молодого східно-європейського кінематографу у Котбусі | Нагорода глядачів                          | Раду Міхайляну                             | Перемога                                   |                                            |
| 1998                                       | Міжнародний кінофестиваль у Сан-Паулу                               | Найкращий художній фільм                   | Раду Міхайляну                             | Перемога                                   |                                            |
| 1998                                       | Міжнародний кінофестиваль у Сан-Паулу                               | Нагорода критиків                          | Раду Міхайляну                             | Перемога                                   |                                            |
| 1998                                       | Венеційський кінофестиваль                                          | Anicaflash Prize                           | Раду Міхайляну                             | Перемога                                   |                                            |
| 1998                                       | Венеційський кінофестиваль                                          | Приз ФІПРЕССІ                              | Раду Міхайляну                             | Перемога                                   |                                            |
| 1999                                       | «Сезар»                                                             | Найперспективніший актор                   | Ліонель Абеланскі                          | Номінація                                  |                                            |
| 1999                                       | «Сезар»                                                             | Найкращий сценарій                         | Раду Міхайляну                             | Номінація                                  |                                            |
| 1999                                       | Давид ді Донателло                                                  | Найкращий іноземний фільм                  | Раду Міхайляну                             | Перемога                                   |                                            |
| 1999                                       | Гаптонський міжнародний кінофестиваль                               | Найпопулярніший фільм                      | Раду Міхайляну                             | Перемога                                   |                                            |
| 1999                                       | «Срібна стрічка»                                                    | Європейська срібна стрічка                 | Раду Міхайляну                             | Перемога                                   |                                            |
| 1999                                       | Маямський кінофестиваль                                             | Нагорода глядачів                          | Раду Міхайляну                             | Перемога                                   |                                            |
| 1999                                       | Кінофестиваль «Санденс»                                             | Світове кіно                               | Раду Міхайляну                             | Перемога                                   |                                            |
| 2000                                       | Нагорода кінокритиків Лас-Вегаса                                    | Найкращий іноземний фільм                  | «Поїзд життя»                              | Номінація                                  |                                            |
| 2001                                       | Cinema Brazil Grand Prize                                           | Найкращий іноземний фільм                  | Раду Міхайляну                             | Номінація                                  |                                            |